# وفاة حنا لالانجو
حنا لالانجو توفت في المدرسة الإثيوبية ذات السادسة عشر عاما في الأول من شهر نوفمبر عام 2014م إثر الاصابات التي تعرضت لها نتيجة للخطف الوحشي والاغتصاب الجماعي من قبل خمسة رجال. كانت حنا مخطوفة واودعت أثيرة لعدة أيام في العاصمة الإثيوبية أديس أبابا. وهي واحدة من ستة أطفال درست في مدرسة ثانوية خاصة في حي ايارتينا في المدينة.

## الحادث
في الأول من شهر أكتوبر تم الإبلاغ أن حنا غادرت المدرسة حوالي الساعة الرابعة مساءا على حسب التوقيت المحلى واستقلت سيارة أجرة وكان بداخلها عدد من الركاب الآخرين.
```
وفي الحادي عشر من شهر أكتوبر عام 2014 وجدت حنا فاقدة للوعي في منطقة مهجورة في ضواحي المدينة، بالقرب من كيرانيو وأخذت إلى المستشفى. وبعد أيام قليلة أخذتها عائلتها إلى مختلف مستشفيات الإحالة وانتظرت حتى تم قبولها. وقد عانت حنا من بين الاصابات الأخرى من الناسور وتوفت بعد تسعة عشر يوما من العثور عليها وبقال انها تعرفت وهي على سرير المستشفى على ثلاثة من الخمسة المشتبه بهم.
```

## القبض والمحاكمة
في التاسعة عشر من شهر نوفمبر عام 2014 قبضت الشرطة على خمسة من المشتبه بهم وأحضرتهم أمام المحكمة الابتدائية الأولى في أديس أبابا، وفي أثناء انعقاد جلسة الاستماع التي حضرها صحفيون وجماعات حقوق المرأة، ادعى أحد المشتبهين البراءة وأنكر جميع المشتبه بهم الخمسة التهم وأخبروا المحكمة أن اعترافاتهم الاولية كانت تحت الإكراه. وقد نفت الشرطة تعذيب المتهمين وطالبت بمد فترة المحاكمة أربعة عشر يوما لاجراء المزيد من التحقيقات.

## ردود الافعال
وقد أحدث عنف الحادث والاصابات الشديدة التي تعرضت لها حنا أمواج من الغضب العارم في أديس أبابا وعبرت عنها وسائل الاعلام الاجتماعية، وقد ألقى هذا الحادث ووفاة حنا الضوء على أنه كيف يمكن للسلوك الثقافى أن يساعد على حدوث مثل ذلك العنف.